# Willy Engbrocks
Willy Engbrocks (soms verhaspeld tot Willy Ambroos) (Lobberich, 2 september 1905 – Boxmeer, 29 oktober 1984, gecremeerd op 31 oktober 1984 te Heeze) was een Duits SS-Karteiführer.
Tijdens de Tweede Wereldoorlog werd hij bewaker in kamp Amersfoort. Door diverse gevangenen werd hij gezien als een "goede" bewaker, omdat hij de gevangenen met respect behandelde. Kampcommandant Karl Peter Berg wantrouwde hem, omdat hij dacht dat Engbrocks een spion was van het Rode Kruis in Genève. In diverse naoorlogse artikelen in kranten en tijdschriften en in een Nederlandse tv-documentaire (Kruispunt, 30 april 2017) vertelden overlevenden positieve verhalen over Engbrocks. John Dons schonk kort voor zijn executie zijn laatste schilderij aan Engbrocks.
Engbrocks werd door de auteur Rik Valkenburg beschreven als een "mens in haatuniform" in zijn gelijknamige boek over de kampbewaker.

## Publicatie
- Rik Valkenburg: Een mens in haatuniform. Portret van Willy Engbrocks, ex-bewaker van Kamp Amersfoort. Franeker, Wever, 1974. ISBN 90-6135-213-4.